# Emanuel Ringelblum
Emanuel Ringelblum ps. „Edzio”, „Menachem” (ur. 21 listopada 1900 w Buczaczu, zm. ok. 10 marca 1944 w Warszawie) – polsko-żydowski historyk, pedagog i działacz społeczny, twórca podziemnego archiwum getta warszawskiego, zamordowany przez niemieckich okupantów.

## Młodość
Emanuel Ringelblum urodził się 21 listopada 1900 roku w galicyjskim Buczaczu. Był synem Fajwisza Ringelbluma, handlarza zbożem, i Munie z domu Heler. Miał brata i dwie siostry. Matka zmarła, gdy Emanuel miał 12 lat. Początkowo młody Ringelblum pobierał nauki w żydowskim chederze. Przez rok uczęszczał także do cesarsko-królewskiego gimnazjum z polskim językiem wykładowym.
Po wybuchu I wojny światowej Ringelblumowie przenieśli się do Nowego Sącza (1914). Decyzja ta była podyktowana obawą przed urządzanymi przez wojsko rosyjskie pogromami. Mimo trudności materialnych, w jakich znalazła się rodzina, Emanuel był w stanie kontynuować edukację (dorabiał m.in. udzielając korepetycji). W 1919 roku ukończył naukę w nowosądeckim gimnazjum. Egzamin maturalny zdał w 1920 roku.
Po zakończeniu nauki w szkole średniej Ringelblum przeprowadził się do Warszawy. Zamierzał podjąć studia medyczne na wydziale lekarskim Uniwersytetu Warszawskiego, jednak jego podanie zostało odrzucone ze względu na obowiązującą na uczelni zasadę numerus clausus (1920). Rozgoryczony tym aktem dyskryminacji miał rozważać emigrację z Polski. Ostatecznie podjął decyzję o rozpoczęciu studiów historycznych na wydziale filozoficznym Uniwersytetu Warszawskiego (1922). Uczęszczał m.in. na seminaria profesorów Jana Kochanowskiego i Marcelego Handelsmana, lecz jego głównym opiekunem naukowym stał się dr Ignacy Schiper. Jako student utrzymywał się głównie z wykonywania tłumaczeń, a także z udzielania korepetycji i prowadzenia lekcji w wieczorowych szkołach żydowskich.
W Buczaczu młody Ringelblum działał w szeregach młodzieżowej organizacji syjonistycznej. Podczas nauki w nowosądeckim gimnazjum związał się politycznie z partią Poalej Syjon, a po rozłamie, który nastąpił w 1920 roku – z jej marksistowskim odłamem Poalej Syjon-Lewica. Działał w partyjnej młodzieżówce, znanej pod nazwą „Jugnt” – był członkiem jej Komitetu Centralnego oraz publikował artykuły w jej organach prasowych. Miał również duży wpływ na kształt programu kulturalnego Poalej Syjon-Lewicy.

## Działalność naukowa i społeczna w okresie międzywojennym

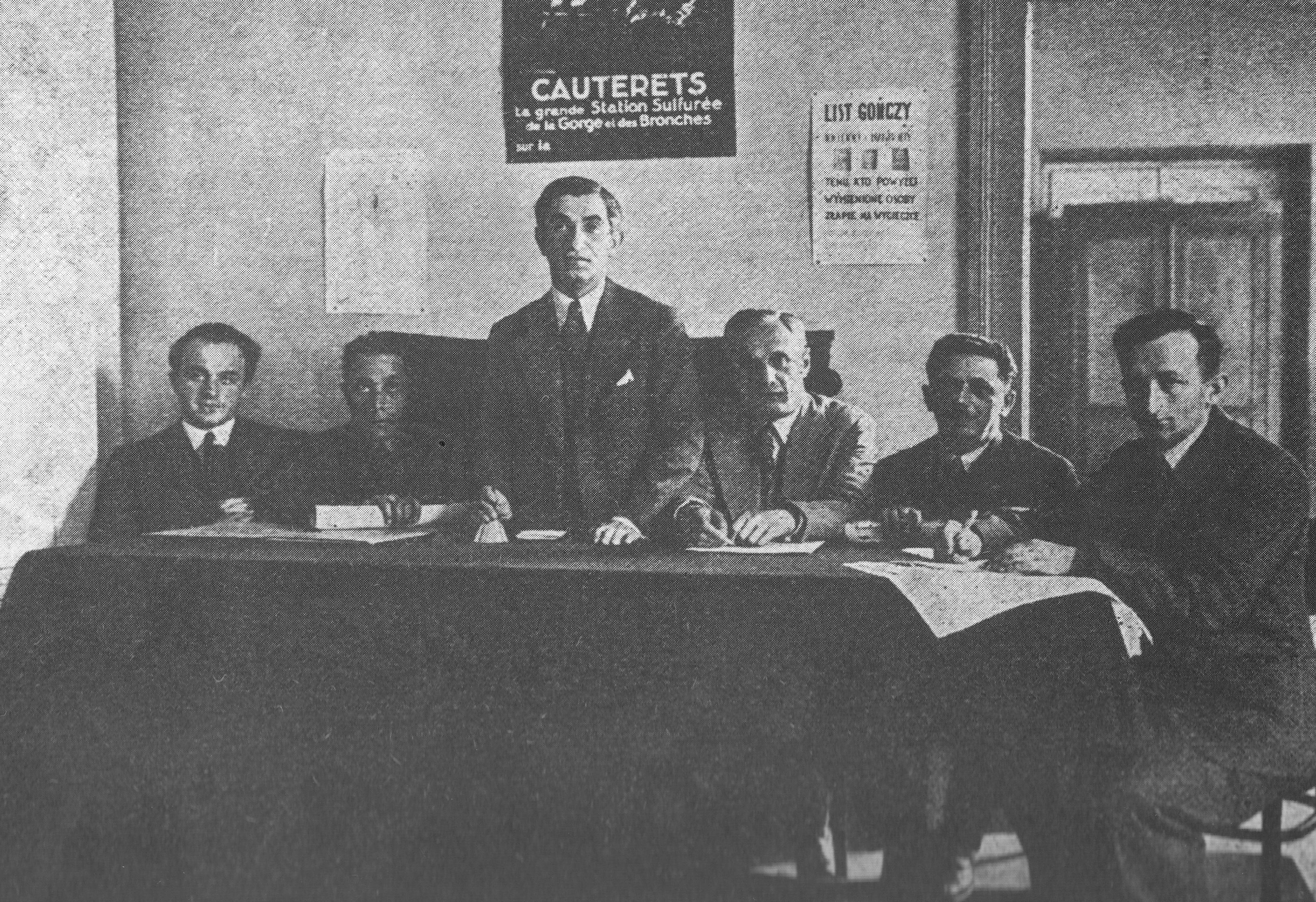
Emanuel Ringelblum (pierwszy z lewej) z członkami Prezydium IV Zjazdu Delegatów Oddziałów Żydowskiego Towarzystwa Krajoznawczego w Polsce (1933)

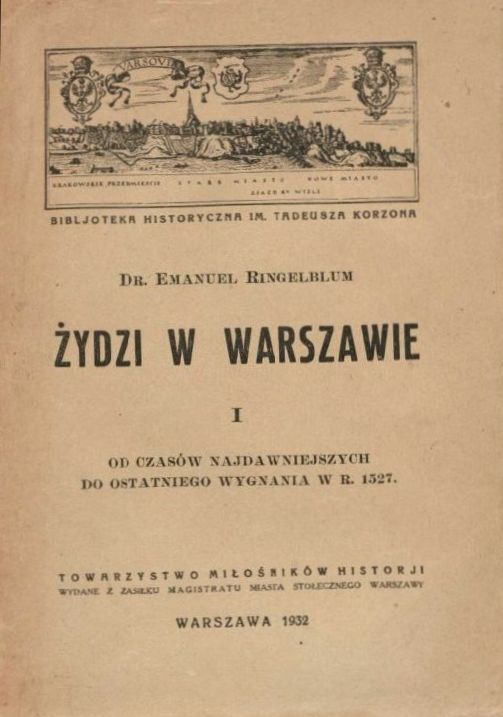
Okładka książki Żydzi w Warszawie. Cz. 1 Od czasów najdawniejszych do ostatniego wygnania w r. 1527 (1932)

Na podstawie dysertacji o dziejach warszawskich Żydów w epoce średniowiecza Ringelblum uzyskał w 1927 roku stopień doktora filozofii. W okresie międzywojennym opublikował szereg artykułów, studiów i krótkich monografii na temat dziejów społeczności żydowskiej w Polsce, szybko awansując do grona najbardziej cenionych historyków żydowskich średniego pokolenia. W 1930 roku wspólnie z Rafałem Mahlerem wydał publikację pt. „Teksty źródłowe do nauki historii Żydów w Polsce i we wschodniej Europie”. Jego dysertacja została wydana drukiem w 1932 roku. Była ona pierwszą opartą na tak bogatych źródłach archiwalnych monografią największego podówczas skupiska Żydów w Polsce i Europie. Ringelblum pracował nad jej drugą częścią, poświęconą dziejom warszawskich Żydów w latach 1527–1795, nie udało mu się jednak wydać jej drukiem przed wybuchem wojny. Wiele fragmentów planowanej monografii zostało natomiast opublikowanych w formie artykułów. Poświęcone były one m.in. takim zagadnieniom jak: rola Żydów w insurekcji kościuszkowskiej, historia żydowskiej medycyny i żydowskich lekarzy w Polsce, historia żydowskiej książki i żydowskich drukarzy w Polsce, wizerunek Żydów w XVIII-wiecznej prasie polskiej, próby produktywizacji Żydów polskich w XVIII wieku. Ringelblum był także autorem pierwszego studium historycznego na temat Szmula Zbytkowera. Ponadto od 1930 roku współpracował z wydawaną w Berlinie „Encyclopedia Judaica”, gdzie opublikował ok. 30 krótkich artykułów. Niepełne zestawienie studiów, szkiców i artykułów, opublikowanych przez Ringelbluma w okresie międzywojennym, obejmuje 126 pozycji.
Ringelblum aktywnie uczestniczył w życiu społeczności żydowskiej w Polsce. Angażował się przede wszystkim w działania mające na celu rozwój żydowskich nauk historycznych oraz zwiększenie świadomości historycznej polskich Żydów. Był członkiem zarządu Żydowskiego Domu Akademickiego na warszawskiej Pradze. Z jego inicjatywy w 1923 roku utworzono przy Domu Akademickim koło młodych historyków żydowskich (Junger Historiker Krajz). Ringelblum entuzjastycznie powitał powołanie Żydowskiego Instytutu Naukowego w Wilnie (YIVO) i był de facto twórcą jego sekcji historycznej (powstała ona w dużej mierze na bazie warszawskiego Junger Historiker Krajz). Współredagował nieperiodyczne czasopismo naukowe Junger Historiker (od 1934 wydawane pod nazwą Bleter far Geszichte). Z jego inicjatywy udało się umożliwić udział delegacji historyków żydowskich w VII Międzynarodowym Kongresie Nauk Historycznych, zorganizowanym w Warszawie w sierpniu 1933 roku.
Ringelblum działał także w świeckim Zjednoczeniu Szkół Żydowskich oraz pozostawał członkiem Związku Nauczycieli Żydowskich i Związku Literatów Żydowskich. Od 1929 roku współpracował z Centralą Kas Bezprocentowych („Cekabe”), finansowaną przez American Jewish Joint Distribution Committee („Joint”). W latach 1930–1938 był redaktorem wydawanego przez „Cekabe” czasopisma „Folkshilf”. Ponadto współpracował z Żydowskim Towarzystwem Krajoznawczym, w którego czasopiśmie („Krajoznawstwo”) publikował swoje artykuły.
Od czasów studenckich głównym źródłem utrzymania Ringelbluma była praca nauczycielska. W 1926 roku wyjechał do Wilna, gdzie przez rok uczył w żydowskich szkołach średnich (m.in. w żydowskim gimnazjum humanistycznym). Po powrocie do Warszawy zdał nauczycielski egzamin państwowy i nieprzerwanie przez 10 lat uczył historii w szkołach średnich dla młodzieży żydowskiej (przede wszystkim w prywatnym gimnazjum dla dziewcząt „Jehudija”). W 1938 roku, pragnąc zaangażować się całkowicie w działalność społeczną, zrezygnował z pracy w szkolnictwie.
Pod koniec lat 30. Ringelblum był już pełnoetatowym pracownikiem „Jointu”. Pod koniec października 1938 kierował akcją pomocy dla blisko 6 tys. żydowskich uchodźców z Niemiec, którzy na skutek prześladowań ze strony władz III Rzeszy znaleźli się w obozach przejściowych pod Zbąszyniem. Przystąpił wówczas do opracowywania raportu na temat dyskryminacji Żydów w nazistowskich Niemczech, którego nie udało mu się jednak ukończyć przed wybuchem wojny.

### Poglądy i zainteresowania badawcze
Zainteresowania badawcze Ringelbluma koncentrowały się przede wszystkim wokół historii społecznej polskich Żydów. Był miłośnikiem języka jidysz, a także folkloru i historii żydowskich mas ludowych. Wierzył, że zachowanie pamięci historycznej będzie możliwe dzięki połączonemu wysiłkowi zawodowych historyków i zwykłych ludzi. Z tego powodu przywiązywał dużą wagę do badania folkloru, podań ludowych, prasy i publicystyki, a także zbierania korespondencji, pamiętników oraz ustnych bądź pisemnych relacji, których autorami byli przedstawiciele niższych lub średnich warstw społecznych. Był zwolennikiem materializmu historycznego. Uważał, że ekonomiczna odrębność Żydów od otaczającego ich żywiołu polskiego była zasadniczym czynnikiem, który zapobiegł asymilacji. W przeciwieństwie do wielu marksistowskich historyków nie odmawiał jednak judaizmowi pewnej roli historycznej w przetrwaniu narodu żydowskiego. Krytycznie oceniał natomiast instytucję kahału oraz wiele judaistycznych tradycji, które jego zdaniem służyły jako narzędzie ucisku elit nad ubogimi masami żydowskimi.
Ringelblum sprzeciwiał się badaniu dziejów Żydów w oderwaniu od historii powszechnej. Będąc zakorzenionym w kulturze polskiej traktował dzieje Żydów jako integralny składnik historii Polski. Swoje prace pisał zarówno w jidysz, jak i w języku polskim. Był daleki od idealizowania kilkuset lat wzajemnych stosunków polsko-żydowskich, lecz sprzeciwiał się także postrzeganiu ich wyłącznie przez pryzmat antysemityzmu. Uważał, że konflikty i wzajemne uprzedzenia wynikają przede wszystkim z niewiedzy i braku obopólnego zainteresowania. Wierzył, że ów stan rzeczy może ulec zmianie dzięki upowszechnieniu wiedzy historycznej. Jako syjonista oraz zwolennik zachowania żydowskich tradycji, kultury i odrębności narodowej, niechętnie odnosił się jednak do tendencji asymilacyjnych panujących w niektórych kręgach żydowskich. Wierzył, że świadomość historyczna pozwoli zachować poczucie odrębności narodowej tym Żydom, którzy odrzucali zarówno judaizm, jak i asymilację. Miał nadzieję, że z czasem narodzi się żydowska kultura świecka; oparta na historii, literaturze, folklorze i języku jidysz.
Do końca życia Ringelblum prezentował zdecydowanie lewicowe poglądy. Wierzył, że tylko światowa rewolucja pod przewodem ZSRR może zagwarantować powstanie żydowskiego państwa w Palestynie. Mimo swojej sympatii dla Związku Radzieckiego zdawał sobie jednak sprawę z przeszkód, jakie napotykał w tym państwie rozwój kultury żydowskiej.

### Życie prywatne
Niedługo po uzyskaniu uprawnień nauczycielskich Ringelblum poślubił młodszą o cztery lata Judytę (Jehudis) Lewit Herman – nauczycielkę języka polskiego w szkołach żydowskich, a zarazem działaczkę Poalej Syjon-Lewicy. Ich jedyne dziecko, syn Uriel (Uri), urodziło się w 1930 roku.
Mężem jednej z sióstr Ringelbluma był Artur Eisenbach – dyrektor Żydowskiego Instytutu Historycznego w latach 1966–1968.

## Getto warszawskie

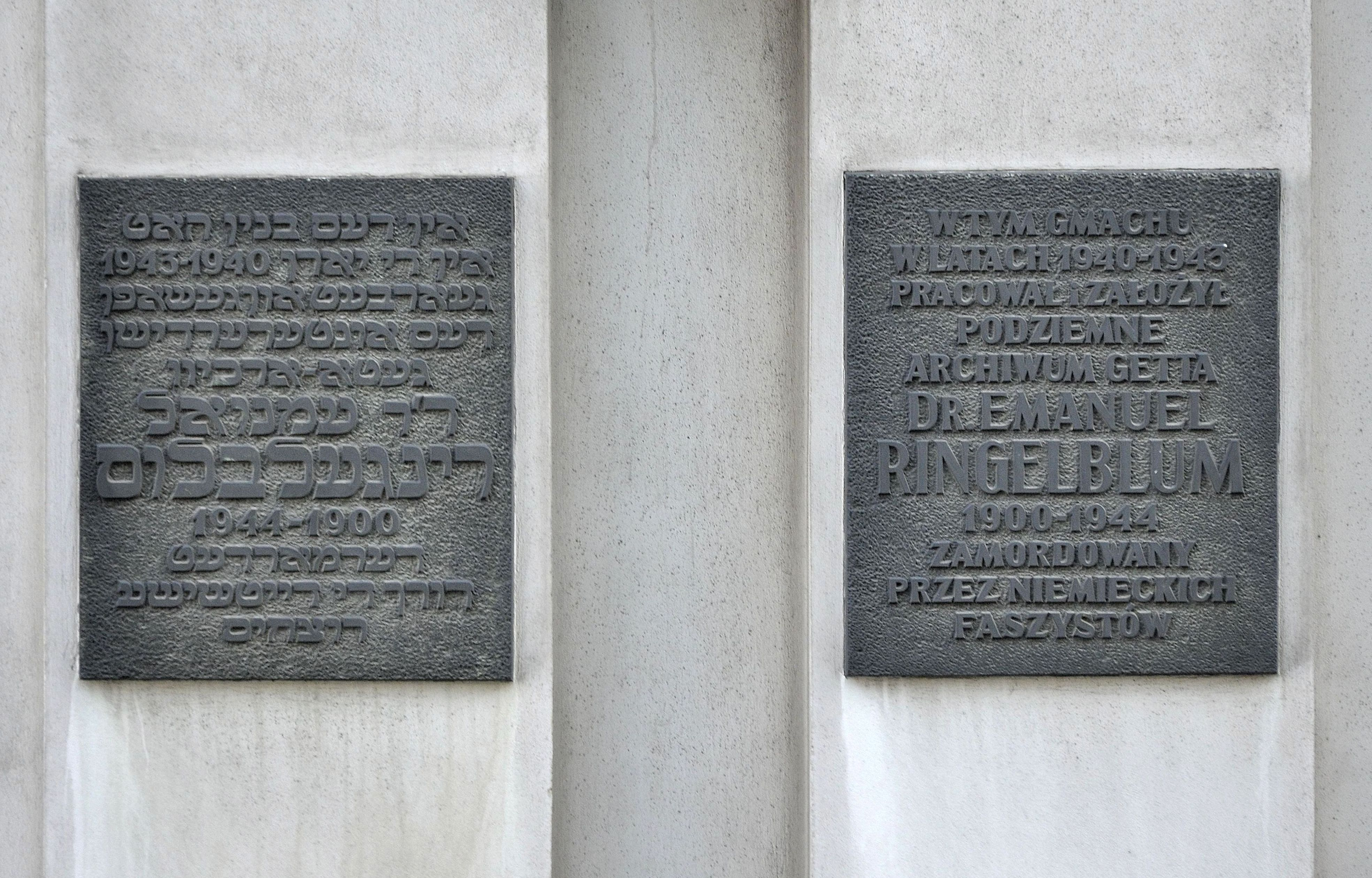
Tablice upamiętniające Emanuela Ringelbluma przy wejściu do gmachu Żydowskiego Instytutu Historycznego w Warszawie

W sierpniu 1939 roku Ringelblum przebywał w Genewie, gdzie uczestniczył w XXI kongresie syjonistycznym. Na wieść o podpisaniu paktu Ribbentrop-Mołotow natychmiast powrócił do Polski (przez Włochy, Jugosławię i Węgry). Do Warszawy dotarł w chwili rozpoczęcia niemieckiej inwazji. Natychmiast włączył się do organizowanej z ramienia „Jointu” akcji pomocy bezdomnym i głodującym. Mimo iż wielokrotnie proponowano mu ucieczkę z miasta – konsekwentnie odmawiał. W listopadzie 1940 roku wraz z rodziną i kilkuset tysiącami Żydów został zamknięty w getcie warszawskim.
Dzięki kontaktom i doświadczeniom uzyskanym podczas wieloletniej współpracy z „Jointem” Ringelblum zajął wysoką pozycję w strukturach pomocy społecznej w getcie. Aktywnie uczestniczył w pracach Centralnego Komitetu Pomocy (później Komitetu Koordynacyjnego), od września 1939 roku koordynującego działalność żydowskich organizacji humanitarnych i pomocowych w Warszawie. Gdy na bazie Komitetu Koordynacyjnego utworzono Żydowską Samopomoc Społeczną (Alejnhilf), a następnie Żydowskie Towarzystwo Opieki Społecznej, w którym Ringelblum stanął na czele Sekcji Pracy Społecznej. Do jego obowiązków należało nadzorowanie pracy tzw. komitetów domowych. Pragnąc ocalić jak najwięcej przedstawicieli żydowskiej inteligencji starał się zapewnić im zatrudnienie w agendach ŻSS.
ŻSS pozostawała w ostrym sporze z warszawskim Judenratem i jego przewodniczącym – Adamem Czerniakowem. ŻSS oskarżało Judenrat oraz podległą mu żydowską policję o korupcję, faworyzowanie bogatych i konwertytów, a także o propagowanie asymilacji (urzędy gminy posługiwały się głównie językiem polskim). Ringelblum i jego współpracownicy uważali, że bogaci Żydzi muszą wziąć na siebie część ciężarów związanych z opieką nad ubogą ludnością i uchodźcami. Ponadto stali na stanowisku, że instytucje getta powinny w pierwszym rzędzie przejawiać lojalność wobec żydowskiej kultury. Z tego względu w zapiskach Ringelbluma można znaleźć wiele ostrych słów krytyki pod adresem Judenratu i Czerniakowa (nie zawsze jednak była ona obiektywna).
Ringelblum zaangażował się także w działalność podziemną. W 1942 roku został członkiem Bloku Antyfaszystowskiego. Uczestniczył w tworzeniu Żydowskiej Organizacji Bojowej (był członkiem komitetu finansowego ŻOB) oraz przyjaźnił się z jej przywódcą, Mordechajem Anielewiczem. Utrzymywał także kontakty z drugą najsilniejszą organizacją podziemną w getcie – prawicowym Żydowskim Związkiem Wojskowym. Od 1943 roku współpracował z Żydowskim Komitetem Narodowym.

### Oneg Szabat

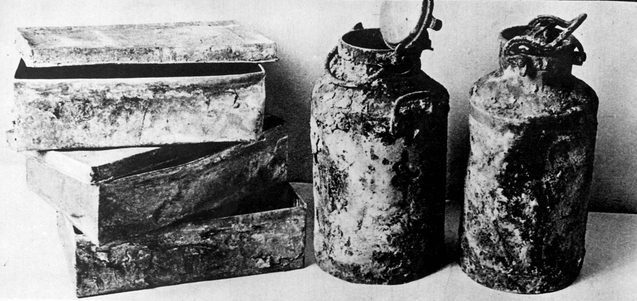
Skrzynie i bańki na mleko, w których ukryto zbiory Oneg Szabat

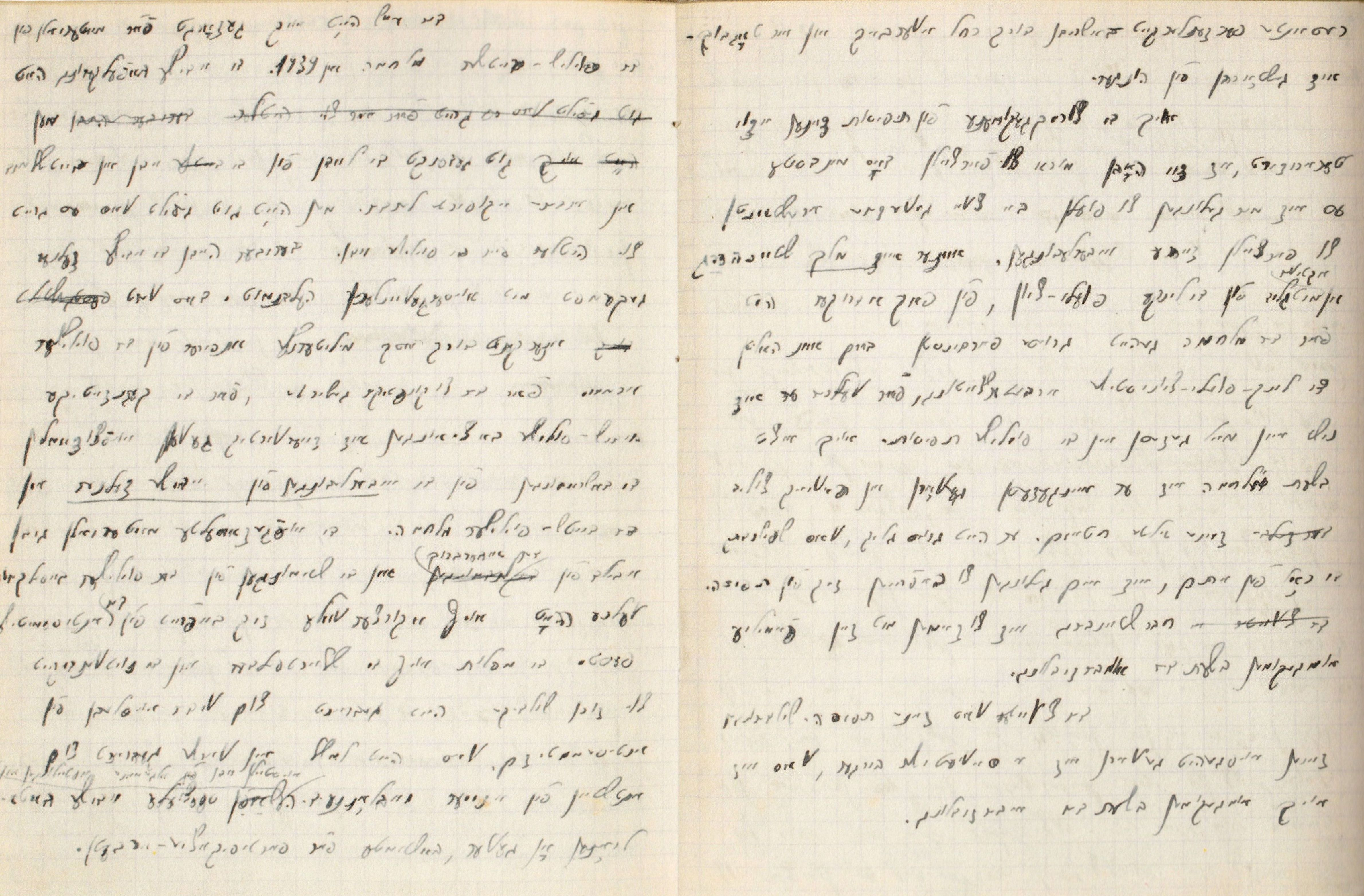
Fragment dziennika (kroniki), pisanego w jidysz przez Emanuela Ringelbluma w getcie warszawskim

Od października 1939 roku Ringelblum gromadził materiały i dokumenty na temat sytuacji Żydów w okupowanej Polsce (często opierając się przy tym na własnych notatkach i kontaktach). Korzystając z kamuflażu, jaki dawała praca w strukturach ŻSS, zdołał pozyskać do współpracy grupę kilkudziesięciu żydowskich pisarzy, nauczycieli, naukowców i działaczy społecznych. W ten sposób narodziło się podziemne archiwum getta warszawskiego („Archiwum Ringelbluma”). Ze względów konspiracyjnych organizacja przyjęła nazwę Oneg Szabat (pol. „Radość szabasu”), którą wybrano ze względu na fakt, iż zebrania jej członków odbywały się najczęściej w soboty. Za datę formalnego powstania Oneg Szabat uznaje się zebranie w dniu 22 listopada 1940 (odbyło się w mieszkaniu Ringelbluma przy ul. Leszno 18).
Początkowo Oneg Szabat koncentrowało się na gromadzeniu materiałów i dokumentów dotyczących szeroko rozumianego życia w getcie – pism oficjalnych, ulotek, plakatów, legitymacji, kart meldunkowych, zaświadczeń o zatrudnieniu, bonów żywnościowych, biletów tramwajowych, zdjęć, grafiki i obrazów, a nawet papierków po cukierkach, czy kart dań z restauracji. Z czasem przekształciło się jednak w prężny ośrodek badawczy, którego celem stało się badanie i dokumentowanie rozmaitych zagadnień związanych z życiem getta warszawskiego, a także z ogólną sytuacją ludności żydowskiej w okupowanej Polsce. Ringelblum i jego współpracownicy badali m.in. sytuację Żydów na polskiej prowincji; położenie Żydów na terenach pod okupacją ZSRR; przemiany w strukturze demograficznej i zawodowo-społecznej; życie gospodarcze, kulturalne i religijne w getcie; położenie dziecka i młodzieży żydowskiej; sytuację kobiet; rolę Judenratu i żydowskiej policji; zjawiska głodu, korupcji, demoralizacji, a od drugiej połowy 1942 roku – genezę żydowskiego ruchu oporu. Zespół Ringelbluma rozpoczął także szeroko zakrojone badania na temat stosunków niemiecko-żydowskich oraz stosunków polsko-żydowskich podczas drugiej wojny światowej. Oneg Szabat pracowało z wykorzystaniem nowoczesnych metod gromadzenia materiałów naukowych. Pod szyldem legalnie działającej ŻSS opracowywano ankiety, przeprowadzano wywiady, gromadzono dzienniki i pamiętniki. Oneg Szabat urządzało nawet konkursy pisarskie, których celem było zbieranie relacji i obserwacji zwykłych Żydów, dotyczących zagadnień pozostających w zakresie zainteresowań pracowników archiwum. Podczas prac badawczych dbano o obiektywizm i możliwie pełną analizę badanego zjawiska. Integralną część Archiwum Getta stanowiły osobiste, własnoręcznie pisane notatki, szkice i eseje Ringelbluma. Była to swoista Kronika Getta Warszawskiego, obejmująca okres od października 1939 do kwietnia 1943 roku.
Po utworzeniu Bloku Antyfaszystowskiego (wiosna 1942) Oneg Szabat zmienił priorytety badawcze. Organizacja przekształciła się wówczas w swoiste centrum informacyjne żydowskiego ruchu oporu, którego głównym celem stało się dokumentowanie masowej zagłady Żydów prowadzonej przez Niemców w okupowanej Polsce. Biuletyny i raporty na temat zbrodni niemieckich, które sporządzał Ringelblum i jego współpracownicy, były za pośrednictwem polskiego podziemia przekazywane do stolic państw alianckich. Napływające z getta informacje przyczyniły się m.in. do wydania deklaracji państw koalicji antyhitlerowskiej z 17 grudnia 1942 roku, w której potępiono ludobójczą politykę III Rzeszy wobec Żydów oraz zapowiedziano ukaranie sprawców zbrodni.
W związku ze zbliżającą się likwidacją getta podjęto decyzję o ukryciu zasobów zgromadzonych przez Oneg Szabat. Zawartość archiwum była stopniowo pakowana do metalowych skrzynek lub baniek po mleku, a następnie zakopywana w piwnicach budynków przy ulicach Nowolipki 68 i Świętojerskiej 34. Po wojnie udało się odnaleźć dwie z trzech części archiwum getta, które są obecnie przechowywane w Żydowskim Instytucie Historycznym w Warszawie. W 1999 roku UNESCO umieściło „Archiwum Ringelbluma” na liście „Pamięć Świata” (Memory of the World), obejmującej najcenniejsze zabytki światowego piśmiennictwa.

## Po „aryjskiej stronie”
Ringelblum zdołał wraz z rodziną przetrwać wielką deportację latem 1942 roku, kiedy to wywieziono do komór gazowych Treblinki blisko 300 000 warszawskich Żydów. Korzystając z względnego bezpieczeństwa, jakie dawało członkostwo we władzach ŻSS, starał się z lepszym lub gorszym skutkiem uratować jak najwięcej swoich współpracowników przed wywózką do obozu zagłady, a także podtrzymać działalność „Oneg Szabat”. Od jesieni 1942 roku był formalnie zatrudniony w niemieckim przedsiębiorstwie Bernarda Hallmanna (warsztaty stolarskie przy ul. Nowolipki 68). Przez pewien czas starał się kontynuować jawną działalność społeczną. Był jednym z założycieli „Centralnej Komisji Popierania Pracy w Szopach”, który pod pozorem zwiększania produktywności zakładów przemysłowych i rzemieślniczych miał umożliwić niesienie pomocy ocalałym z deportacji mieszkańcom getta.
Pod koniec lutego 1943 roku Ringelblum wraz z żoną Judytą i synem Urim opuścił getto i udał się „na aryjską stronę” (owa decyzja wzbudziła kontrowersje wśród niektórych członków „Oneg Szabat”). Rodzina ukryła się w podziemnym schronie leżącym na posesji Mieczysława Wolskiego (tzw. Bunkier „Krysia” przy ul. Grójeckiej 81). Ringelblum korzystając z konspiracyjnych kontaktów co pewien czas samotnie wracał do getta, próbując wydostać stamtąd swoich towarzyszy z Poalej Syjon, a także uratować jak najwięcej żydowskich dzieci i intelektualistów. Udał się tam m.in. w przededniu wybuchu powstania w getcie, gdyż zamierzał spędzić za murem Seder i dopilnować ukrycia ostatniej części archiwum. Po wybuchu powstania słuch o nim zaginął. Dopiero w lipcu 1943 roku Rada Pomocy Żydom „Żegota” otrzymała informację, iż Ringelblum został schwytany przez Niemców i wywieziony do obozu pracy w Trawnikach.
Polski i żydowski ruch oporu podjęły wówczas działania mające na celu uwolnienie Ringelbluma z obozu. Zadanie to zostało powierzone łącznikowi „Żegoty”, kolejarzowi Teodorowi Pajewskiemu, oraz żydowskiej dziewczynie Róży-Szoszanie Kossower (ps. „Emilka”). W sierpniu 1943 roku zdołali oni przekupić ukraińskiego strażnika, wyciągnąć Ringelbluma z obozu, po czym w przebraniu kolejarza przewieźć go do Warszawy. Ringelblum zatrzymał się na krótko w mieszkaniu przy ul. Radzymińskiej 2, należącym do szwagierki Pajewskiego („panny Stachy”), po czym powrócił do schronu przy ul. Grójeckiej, gdzie połączył się z rodziną. Proponowano mu wyjście z ukrycia, gdyż z racji „aryjskiego wyglądu” mógłby względnie swobodnie poruszać się po ulicach Warszawy. Odmówił jednak, gdyż oznaczałoby to rozłąkę z żoną, która ze względu na wyraźne semickie rysy nie mogłaby do niego dołączyć . Ponadto zamierzał kontynuować pracę historyka, co byłoby znacznie utrudnione, gdyby aktywnie włączył się w działalność podziemną. Ringelblum nie przyjął także propozycji przeszmuglowania za granicę.
W bunkrze „Krysia” Ringelblum kontynuował dokumentowanie losu Żydów w okupowanej Polsce. Napisał wówczas swój słynny esej o stosunkach polsko-żydowskich w czasie drugiej wojny światowej oraz pracę nt. inteligencji żydowskiej i jej tragicznych losów. Pracował także nad esejem na temat żydowskiego ruchu oporu (prawdopodobnie nie zdołał go dokończyć) oraz opracowaniem dotyczącym obozu w Trawnikach (zaginęło w czasie wojny). Ponadto wraz z dr. Adolfem Bermanem, ówczesnym przewodniczącym Żydowskiego Komitetu Narodowego, opracował obszerną informację na temat życia kulturalnego w gettach i tragicznego losu twórców żydowskich. Dokument ten trafił następnie do Pen-Clubu oraz Żydowskiego Instytutu Naukowego w Nowym Jorku.

## Aresztowanie i śmierć

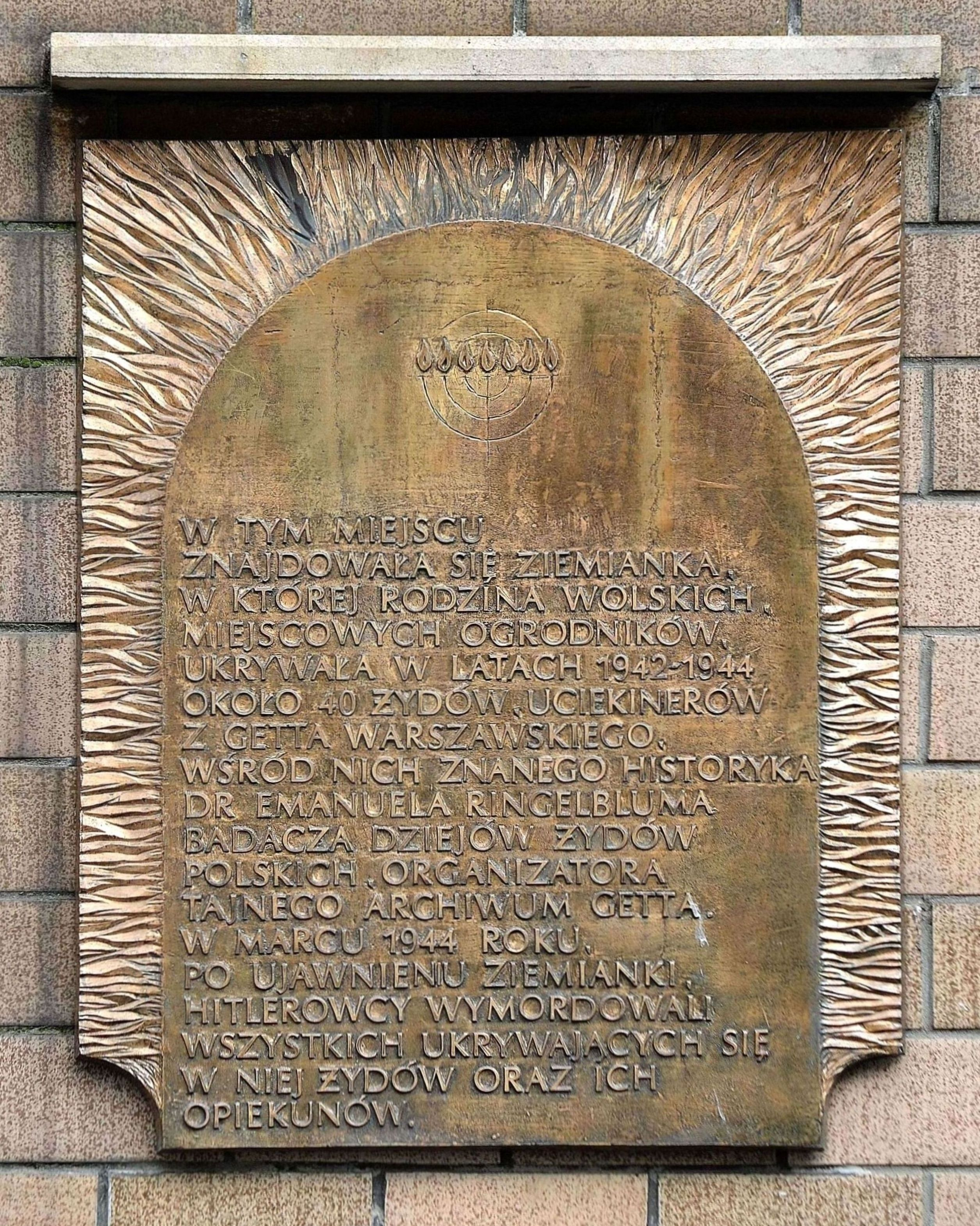
Tablica pamiątkowa w miejscu, w którym znajdował się Bunkier „Krysia” (współcześnie ul. Grójecka 77)

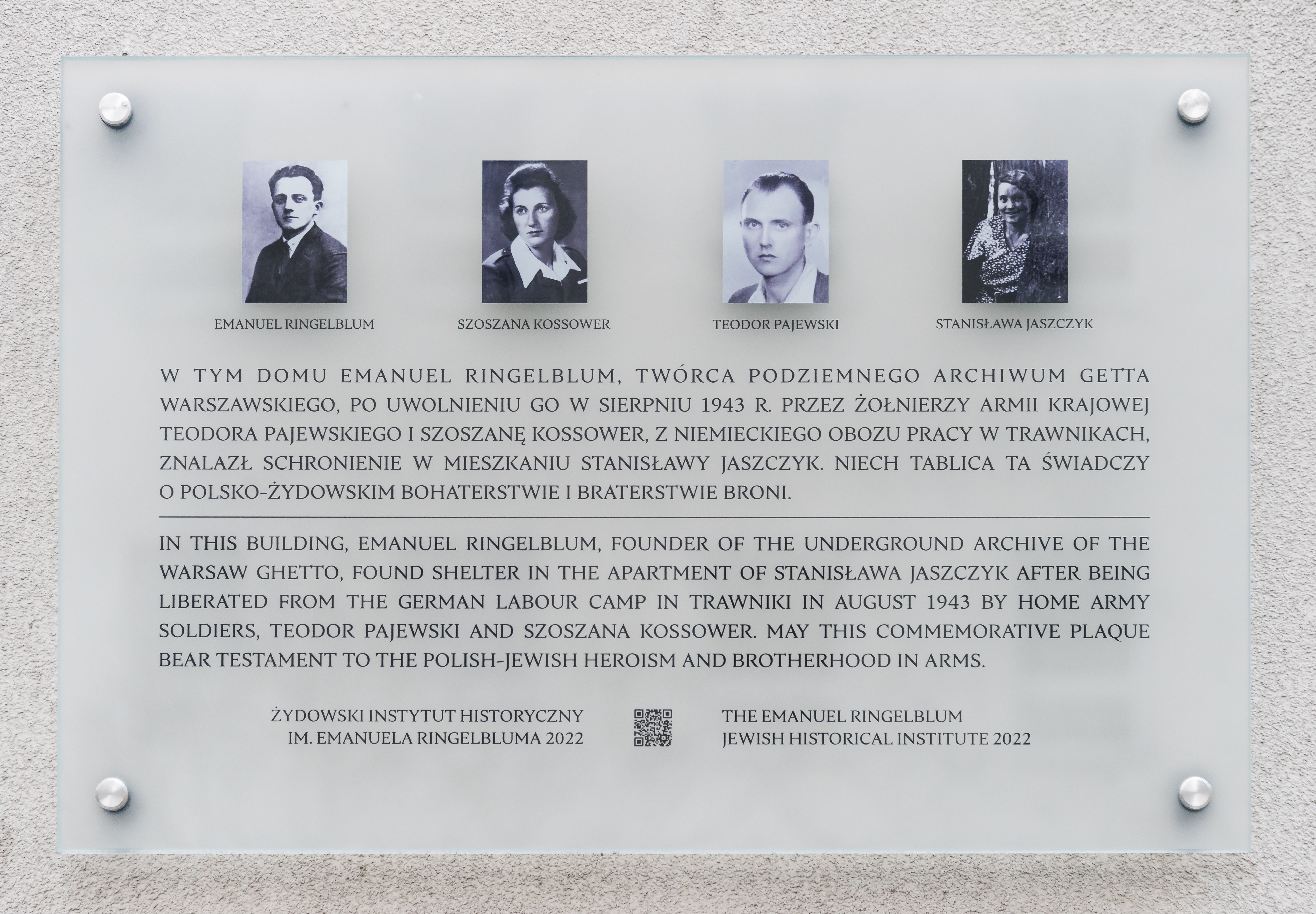
Tablica pamiątkowa przy ul. Radzymińskiej 2

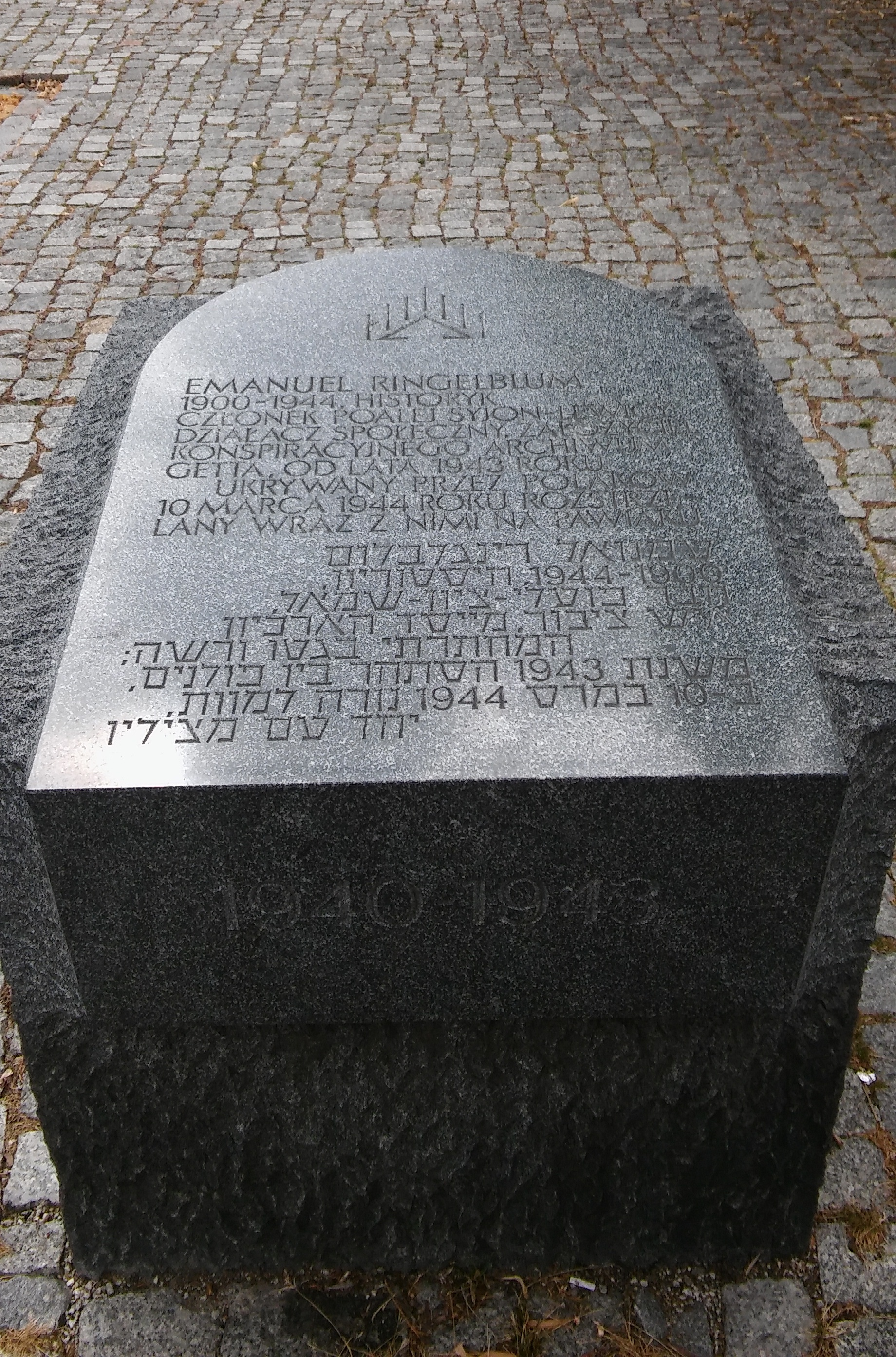
Jeden z kamiennych bloków Traktu Pamięci Męczeństwa i Walki Żydów w Warszawie, upamiętniający Emanuela Ringelbluma

7 marca 1944 schron, w którym Ringelblum ukrywał się wraz z żoną, synem i grupą ponad trzydziestu Żydów, został odkryty przez Gestapo. W polskich opracowaniach przyjmuje się zazwyczaj, że dekonspiracja nastąpiła na skutek donosu złożonego przez 18-letniego Polaka, Jana Łakińskiego (został on później rozstrzelany z wyroku sądu specjalnego Okręgu Warszawskiego AK) . Część źródeł sugeruje jednak, że kryjówkę mogła wydać Niemcom była dziewczyna Mieczysława Wolskiego (w zemście za zerwanie związku).
Ukrywający się Żydzi wraz ze swoimi polskimi opiekunami (Mieczysławem Wolskim i Januszem Wysockim) zostali przewiezieni do więzienia na Pawiaku . Ze względu na swoje powiązania z podziemiem Ringelblum był brutalnie torturowany. Pisarz Jechiel Hirschaut, który był wówczas więziony na Pawiaku, twierdził, że żydowscy więźniowie dowiedziawszy się o aresztowaniu Ringelbluma próbowali go dołączyć do jednej z brygad roboczych i tym samym ocalić mu życie. Ringelblum miał jednak odmówić porzucenia żony i syna, dla których nie było już żadnego ratunku.
Prawdopodobnie trzy dni po aresztowaniu rodzinę Ringelblumów wraz z pozostałymi lokatorami i opiekunami „Krysi” rozstrzelano w ruinach getta warszawskiego .

## Wybrane prace
- Teksty źródłowe do nauki historii Żydów w Polsce i we wschodniej Europie (1930)
- Żydzi w Warszawie od czasów najdawniejszych do ostatniego wygnania w r. 1527 (1932)
- Projekty i próby przewarstwowienia Żydów w epoce stanisławowskiej (1934)
- Szkice do dziejów żydowskiej książki i drukarstwa w drugiej połowie XVIII wieku (1936)
- Żydzi w powstaniu kościuszkowskim (1937)
- Prawno-polityczne stanowisko Żydów warszawskich w wieku XVIII (1937)
- ‏קאַפּיטלען געשיכטע פֿון אַמאָליקן ייִדישן לעבן אין פּוילן‎ (Kapitlen geszichte fun amolikn jidiszn lebn in Pojln, pol. „Rozdziały historii dawnego życia żydowskiego w Polsce”, 1953)
- Kronika getta warszawskiego (wydanie książkowe w j. polskim w 1983)
- Stosunki polsko-żydowskie w czasie drugiej wojny światowej (wydanie książkowe w j. polskim w 1988)

## Odznaczenia
- Krzyż Oficerski Orderu Odrodzenia Polski nadany pośmiertnie 19 kwietnia 1948 roku za zasługi położone w walce zbrojnej z okupantem hitlerowskim[71].

## Upamiętnienie
- Od 1961 roku imię Ringelbluma nosi jedna z ulic na warszawskim Kole (dzielnica Wola)[72].
- Od 2009 roku imię Ringelbluma nosi Żydowski Instytut Historyczny w Warszawie.
- Ringelbluma upamiętnia jeden z kamiennych bloków Traktu Pamięci Męczeństwa i Walki Żydów znajdujący się przy Pomniku Bohaterów Getta w Warszawie.
- Ringelblum został ukazany w fabularyzowanym filmie dokumentalnym Kto napisze naszą historię? z 2018 roku (reż. Roberta Grossman). W jego postać wcielił się Piotr Głowacki, a w wersji anglojęzycznej głosu użyczył mu Adrien Brody[73].
- Tablica pamiątkowa odsłonięta w 2023 roku na fasadzie kamienicy przy ul. Radzymińskiej 2 (od strony ul. Kawęczyńskiej), w której na krótko znalazł schronienie w sierpniu 1943 roku[74].